# أحمد شامبيه
أحمد شامبيه (مواليد 20 ديسمبر 1993) هو لاعب كرة قدم إماراتي. يلعب حالياً لصالح نادي النصر.

## وصلات خارجية
- أحمد شامبيه على موقع Soccerway.com (الإنجليزية)